# Banijay Studios Italy
Banijay Studios Italy è una società di produzione indipendente controllata di Banijay Group, creata nel 2018 con l'obiettivo di realizzare fiction innovative e di elevata qualità per le emittenti italiane Rai, Mediaset, Sky, e per le piattaforme OTT, nonché progetti di coproduzione internazionale.
Banijay Studios Italy è guidata dal CEO Paolo Bassetti e dall'Head of Drama Massimo Del Frate.

## Storia
A luglio 2020 Banijay Studios Italy ha iniziato le riprese di Luce dei tuoi occhi, che è andata in onda su Canale 5 nell'autunno del 2021. Luce dei tuoi occhi è una delle prime serie con cui la produzione televisiva italiana ha ripreso la sua attività dopo l’emergenza COVID-19, seguendo i nuovi protocolli di sicurezza. A novembre 2020 sono iniziate le riprese di Un professore, che Rai 1 ha trasmesso dall'11 novembre 2021. Nella primavera 2021 iniziano le riprese di Lea Un nuovo giorno  (Rai 1) e Fosca Innocenti (Canale 5), andate in onda nella primavera 2022, e di Cops 2 - una banda di poliziotti (Sky Uno), trasmesso da Sky in occasione del Natale 2021.
Nella primavera del 2022 sono iniziate le riprese delle seconde stagioni di Luce dei tuoi occhi e Fosca Innocenti. Quest'ultima è andata in onda nel febbraio 2023. 
Le seconde stagioni di Un professore e di Lea sono andate in onda nell'autunno 2023. Nel 2023 sono state completate le riprese di La vita che volevi, la prima serie prodotta da Banijay Studios Italy per Netflix, online dal 29 maggio 2024.
A febbraio 2024 sono iniziate le riprese de Le onde del passato, che andrà in onda su Canale 5. Ad aprile dello stesso anno sono iniziate per Rai1 le riprese di Costanza, serie tratta dal romanzo Questione di Costanza di Alessia Gazzola. 

## Programmi

### Serie TV di prima serata
- Luce dei tuoi occhi (2021, Canale 5; regia di Fabrizio Costa, con Anna Valle e Giuseppe Zeno)
- Un professore (2021, Rai 1; regia di Alessandro D'Alatri, con Alessandro Gassman e Claudia Pandolfi)
- Cops 2 - Una banda di poliziotti (2021, Sky; regia di Luca Miniero, con Claudio Bisio)
- Lea - Un nuovo giorno (2022, Rai 1; regia di Isabella Leoni, con Anna Valle, Giorgio Pasotti, Mehmet Günsür)
- Fosca Innocenti (2022), Canale 5; regia di Fabrizio Costa, con Vanessa Incontrada e Francesco Arca)
- Fosca Innocenti seconda stagione (2023), Canale 5; regia di Giulio Manfredonia, con Vanessa Incontrada e Francesco Arca)
- Luce dei tuoi occhi seconda stagione  (2023), Canale 5; regia di Fabrizio Costa, con Anna Valle e Giuseppe Zeno)
- Un professore 2 (2023, Rai 1; regia di Alessandro Casale, con Alessandro Gassman e Claudia Pandolfi)
- Lea - I nostri figli (2023, Rai 1; regia di Fabrizio Costa, con Anna Valle, Giorgio Pasotti, Mehmet Günsür)
- La vita che volevi (2024, Netflix; regia di Ivan Cotroneo, con Giuseppe Zeno e Vittoria Schisano)
- Le onde del passato (2025, Canale 5; regia di Giulio Manfredonia, con Anna Valle, Giorgio Marchesi, Irene Ferri)
- Costanza, regia di Fabrizio Costa – serie TV (2025)

### Serie TV in streaming
- La vita che volevi (uscita a maggio 2024, Netflix; regia di Ivan Cotroneo, con Vittoria Schisano, Giuseppe Zeno, Pina Turco, Alessio Lapice)